# Bandar Baro
Bandar Baro is een bestuurslaag in het regentschap Aceh Timur van de provincie Atjeh, Indonesië. Bandar Baro telt 858 inwoners (volkstelling 2010).